# Microrregión de Rosário Oeste
A microrregión de Rosário Oeste es una de las microrregiones del estado brasilero de Mato Grosso perteneciente a la mesorregión Centro-sur Mato-Grossense. Su población fue estimada en 2006 por el IBGE en 32.415 habitantes y está dividida en tres municipios. Posee un área total de 10.665,152 km².

## Municipios
- Acorizal
- Jangada
- Rosário Oeste

- Datos: Q2719659